# 世界の温泉地一覧
世界の温泉地一覧（せかいのおんせんちいちらん）は、鉱泉の定義に適うもので、著名な温泉地を列挙する。

## アジア・中東

### 中国
- 安波温泉（大連市）、老鉄山温泉（同左）、熊岳温泉（営口市）、湯崗子温泉（鞍山市）、五龍背温泉（丹東市） --- 遼寧省
- 華清池（かせいち、陝西省西安市）
- 重慶北温泉（じゅうけいきた－、重慶市）
- 重慶南温泉（じゅうけいみなみ－、重慶市）
- 従化温泉（じゅうか－、広東省広州市従化区）
- 中山温泉（ちゅうざん－、広東省中山市）
- 古兜温泉（ことう、広東省江門市新会区）
- 御温泉（ぎょ－、広東省珠海市斗門県）
- 陸川温泉（りくせん－、広西チワン族自治区陸川県）
- 石阡温泉（せきせん－、貴州省石阡県）

### 台湾
- 北投温泉（ほくとう－、台北市北投区）
- 金山温泉（かなやま－、新北市金山区）
- 烏来温泉（ウライ－ 、新北市烏来区）
- 蘇澳冷泉（すおうれいせん、宜蘭県蘇澳鎮）
- 礁渓温泉（しょうけい－、宜蘭県）
- 文山温泉（ぶんざん－、花蓮県）
- 知本温泉（ちっぼん－、台東県）
- 朝日温泉（あさひ－、台東県緑島）
- 関子嶺温泉（かんしれい－、台南市）
- 四重渓温泉（しじゅうけい－、屏東県）
- 大崗山温泉（だいこうざん－、高雄市）

### 大韓民国
- 利川温泉（イチョンオンチョン、京畿道利川市）
- 山井温泉 (サンジョン-　京畿道抱川郡)
- 儒城温泉（ユソン-、大田広域市儒城区）
- 水安堡温泉（スアンポ-、忠清北道忠州市）
- 東萊温泉（トンネ-、釜山広域市東萊区）
- 海雲台温泉（ヘウンデ-、釜山広域市海雲台区）
- 温陽温泉（オンニャン-、忠清南道牙山市）
- 道高温泉（ドゴ-、忠清南道牙山市）
- 椒井温泉（チョジョン-、忠清北道清州市)
- 蔚山温泉（ウルサン-、蔚山広域市）
- 白岩温泉 （ペガム-、慶尚北道蔚珍郡）
- 德邱温泉 (ドッグ-、慶尚北道蔚珍郡）
- 釜谷温泉（ブゴク-、慶尚南道昌寧郡)
- 馬金山温泉（マグムサン-、慶尚南道昌原市)
- 加祚温泉（ガゾ-、慶尚南道居昌郡)
- 尺山温泉 (チョクサン-、江原特別自治道束草市)
- 匹女温泉（ピルレ-、江原特別自治道麟蹄郡)
- 五色温泉（オセック-　江原特別自治道襄陽郡)
- 王宮温泉（ワングン-、全羅北道益山市)
- 智異山温泉（チリサン-、全羅南道求礼郡)
- 山房山炭酸温泉（サンバンサンタンサン-、済州特別自治道西帰浦市)

### 朝鮮民主主義人民共和国
- 朱乙温泉（スイェオンチョン、咸鏡北道鏡城郡）
- 金剛山温泉（クムガンサン-、金剛山観光地区）

### モンゴル
- ツァガンスム温泉

### タイ
- サンガンペーン温泉（チェンマイ県）
- ドイサケット温泉（チェンマイ県）
- メートー温泉（チェンマイ県）
- ヒンダット温泉（カーンチャナブリ県）
- チェンマイ温泉
- ポークワン温泉（チェンマイ県）
- ボーンプーファン温泉（チェンライ県）
- バーンヤーンプート温泉

### ベトナム
- ミーアン温泉（フエ）
- アルバ・タインタン温泉（フエ）

### マレーシア
- ポーリン温泉（サバ州）

### シンガポール
- ガンバス温泉（センバワン温泉）（ガンバス・ロード・空軍基地内）

### フィリピン
- ラグーナ温泉
- マイニット温泉

### インドネシア
- トヤブンカ
- シバヤク温泉

### ネパール
- タトパニ温泉
- ジヌー温泉

### イラン
- フェルドゥース温泉

### トルコ

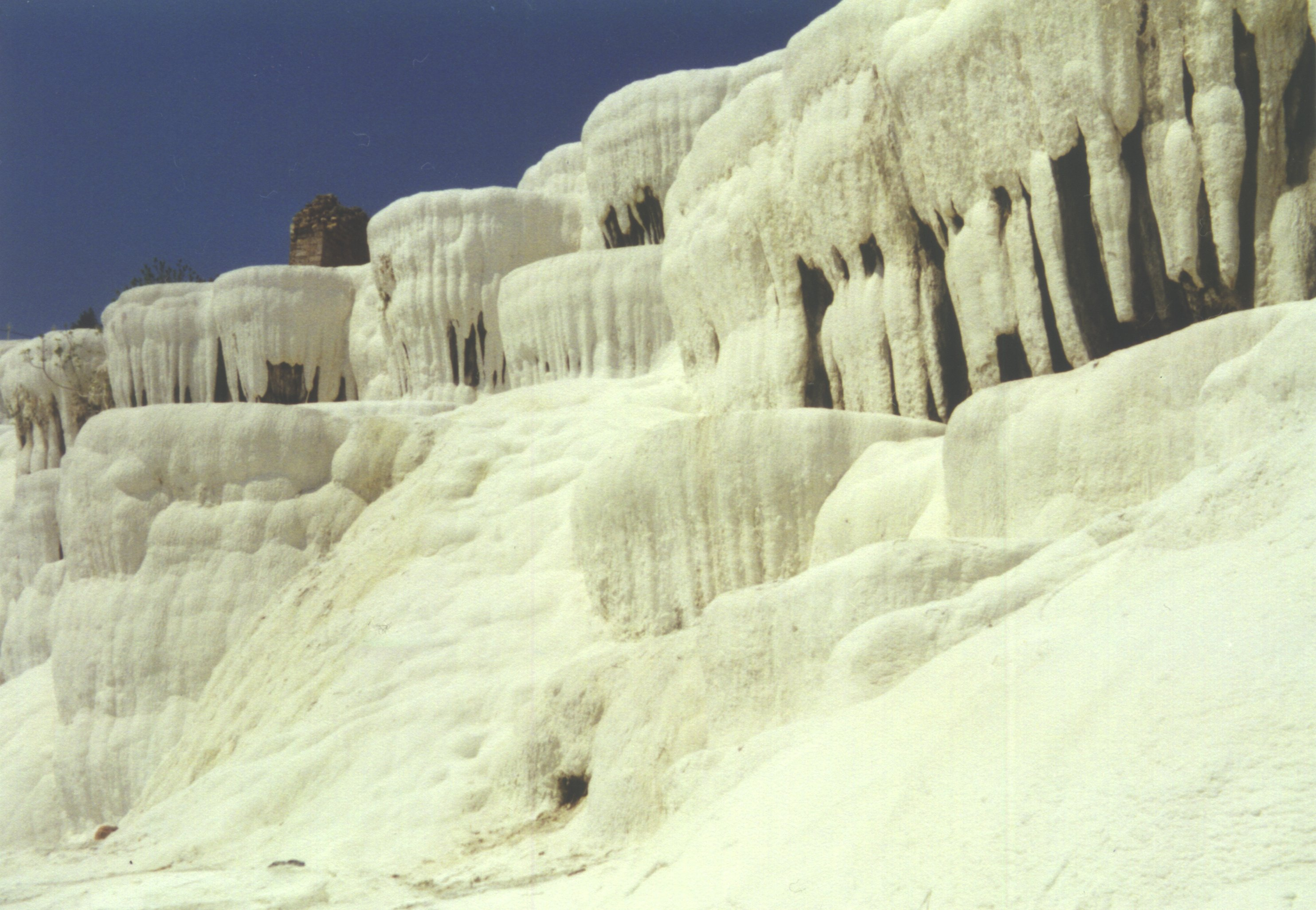
パムッカレの石灰棚

- パムッカレ温泉（世界遺産登録物件）
- ブルサ温泉

### ヨルダン
- ハママート・マイーン温泉群

### イスラエル
- ハマト・ガデル

## オセアニア

### オーストラリア
- ペニンシュラホットスプリングス(Peninsula Hot Springs)・・・ビクトリア州メルボルン郊外。

### ニュージーランド
- タウポ
- ハンマースプリングス

## ヨーロッパ
- ヨーロッパの大温泉保養都市群

### アイスランド
- ブルーラグーン温泉

### イギリス

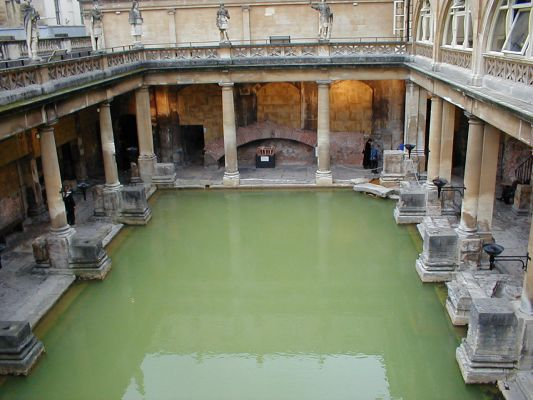
バース市のローマ風呂

- バース温泉

（世界遺産登録物件、英語のbathの元になった）

### イタリア
- イスキア島温泉
- モンテカティーニ・テルメ

### ドイツ
- バートナウハイム温泉
- アーヘン温泉
- バーデン＝バーデン

### フランス
- アンギャン＝レ＝バン
- エヴィアン＝レ＝バン
- エクス＝レ＝バン
- ヴィシー
- カンボ＝レ＝バン
- ディーニュ＝レ＝バン
- トノン＝レ＝バン

### ブルガリア
- ヴェリングラト
- ナレチェン
- キュステンディル
- サパレヴァ・バニャ
- サンダンスキ
- ソフィアとその周辺（バンキャなど）
- ポモリエ
- パヴェル・バニャ
- ヒサリャ

### ベルギー
- スパ温泉（英語のspaの元になった）

### オーストリア
- バーデン・バイ・ウィーン
- ブルマウ温泉

### スイス
- バート・ラガーツ
- バーデン
- ロイカーバート

### チェコ
- カルロヴィ・ヴァリ温泉（カールスバート温泉）
- マリアンスケ・ラーズニエ

### スロバキア
- ドゥディンツェ

### ハンガリー
- ブダペストの諸温泉
  - キラーイ温泉
  - ゲッレールト温泉
  - セーチェーニ温泉

### ポーランド
- ヤストシェンビェ・ズドルイ

### ギリシア
- テルモピュレ

## 北アメリカ・中央アメリカ

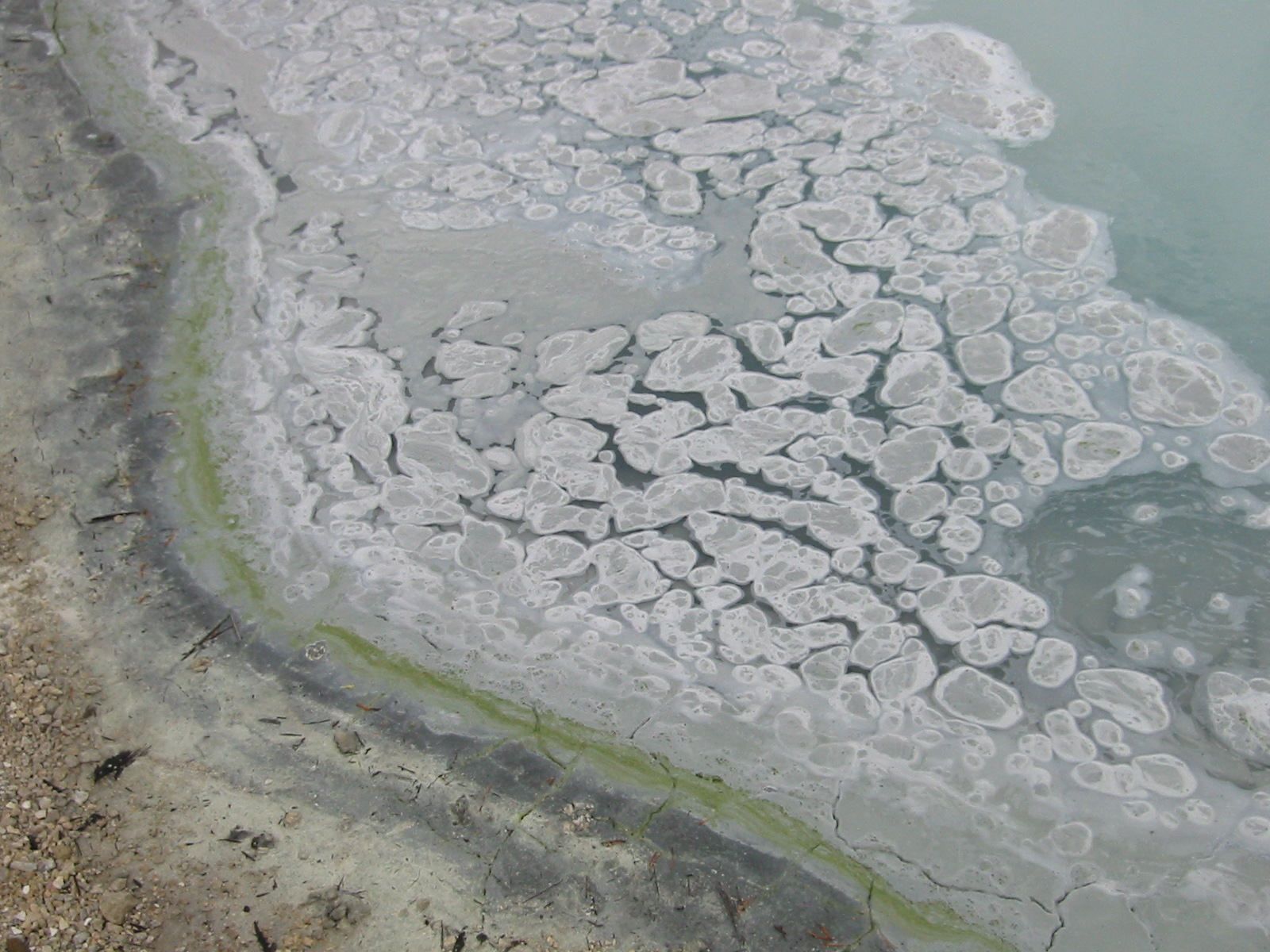
ラッセン火山国立公園の温泉

北アメリカ西部（アラスカを含む）の至る所に数千もの温泉が存在し、その多くが激しい火山活動により2000万から4500万年前につくられた。 温泉の大きさは、カリフォルニア州ブリジポート北部のフォールス・ホット・ディッチ (Fales Hot Ditch) のような間欠泉がしみ出ただけの小さいものから、アリゾナ州トノパの地底湖といった大規模なものまである。トノパの熱水泉では自然のミネラルウォーターを摂取し、温泉が7つ以上作られていた。この温泉のうち2つが廃墟として現在も見ることができる。

### ネイティブ・アメリカンと熱水泉
北アメリカには多数の熱水泉が存在し、大きなものは全てネイティブ・アメリカンによって使用されていた記録が残っており、1万年以上前から使用されていた温泉もある。ネイティブ・アメリカンは温泉を聖なる癒しの場所と考えていた。アリゾナ州トノパでは、数千年の間地面から自然に熱水が沸き出ていた可能性がある。そのため住民はこの地域を「茂みの下の熱い湯」を意味するトノパと名づけた。この温泉のふちにネイティブ・アメリカンの廃墟はないが、泉のすぐ西に、穀物をひいて粉にする臼の穴が複数、土器のかけらや古器物が発見されたことから、遊牧の狩猟採集民が長年この地を行き来していたことは確かである。
現在残っているトノパの泉あるいはその傍で、非常によくできた石鏃が発見されており、狩猟の場としてよく利用されたことがうかがえる。古器物が豊富にあることは温泉は、先史時代からすでに人々にとって大切であったことを示している。

### アメリカ合衆国
- アーカンソー州
  - ホットスプリングス
- コロラド州
  - グレンウッドスプリングス
- ニューメキシコ州
  - フェイウッド (Faywood) ・・・エルパソの北西約210km（ドライブ2時間）にある町
    - Faywood Hot Springs（口コミ）

  - トゥルース・オア・コンシクエンシーズ (Truth or Consequences) ・・・アルバカーキの南約240km、エルパソの北北西約190kmにある町
    - Charles Motel and Hot Springs（口コミ）。
    - Fire Water Lodge（口コミ）。
    - Sierra Grande Lodge & Spa（口コミ）

  - サンタフェ (Santa Fe)
    - 萬波（Ten Thousand Waves）（口コミ）